# Meja
Pour le cours d'eau en Russie, voir Meja (rivière).
Anna Pernilla Bäckman, née le 12 février 1969 à Nynäshamn dans le comté de Stockholm, est une chanteuse suédoise connue sous le nom de Meja. 

## Biographie
Issue d'une famille d'artistes, elle est d'abord remarquée dans le groupe Legacy of Sound, leur titre Happy est un succès en 1993 en Suède.
Elle sort son premier album solo en 1996 et cartonne au Japon où elle fait une tournée.
Elle obtient deux succès internationaux avec All 'Bout the Money (1998) et Private Emotion (elle chante ce titre en duo avec Ricky Martin) en 2000. Elle continue à classer ses titres en Suède.
En 2015, elle s'engage auprès d'Amnesty International avec le titre "Yellow Ribbon" en ce qui concerne les Trois d'Angola et le sort d'Albert Woodfox.

## Discographie

### Albums
- Holy Groove (1993)
- Tour de Force (1994)
- Meja (1996)
- Live in Japan - Flower Girl Jam (1997)
- Seven Sisters (1998)
- Realitales (2000)
- My Best (2002)
- Mellow (2004)
- NU Essential (2005)
- Urban Gypsy (2009)
- AniMeja (2010)
- Stroboscope Sky (2015)

### Singles
- Happy (1993)
- I can't let you go (1993)
- Feels so good (1993)
- Livin'n Learnin (1993)
- I'm Missing You (1996)
- How Crazy Are You? (1996)
- Welcome to the Fanclub of Love (1996)
- I Wanna Make Love (1996)
- Rainbow (1996)
- Pop & Television (1998)
- All 'Bout the Money (en) (1998)
- Lay Me Down (1998)
- Beautiful Girl (1998)
- Radio Radio (1998)
- Intimacy (1999)
- Private Emotion (en duo avec Ricky Martin) (2000)
- Spirits (2000)
- Hippies in the 60's (2000)
- I'm here Saying Nothing (2001)
- Wake Up Call (2004)
- Life is a River (2004)
- At the Rainbows End (2009)
- Regrets (I Have None) (2009)